# Аспарух
Аспарух или Исперих (око 640 — 700) је најпознатији бугарски кан, оснивач Првог бугарског царства у другој половини 7. века.
Аспарух је према легенди био син Кубрата који је створио Стару Велику Бугарску на простору данашње Украјине. Због притиска Хазара, Прабугари су под вођством Аспаруха прешли Дњепар и Дњестар и дошли у Добруџу, око данашњег Николицела, потискујући Словене који су се потом померали на запад и југ. Аспарух је искористио арапску офанзиву на Цариград, освојио Мезију и изградио главни град Плиску, који се налазио код Шумена.
Назив Аспарух долази из неког од иранских језика и у преводу би значио „онај који има сјајне коње”.
Умро је 700. године у борби са Хазарима и наследио га је његов син Тервел.